# Jamila El Moussali
Jamila El Moussali (en arabe : جميلة الموصلي), née le 19 octobre 1969 à Ouezzane (Maroc), est une femme politique marocaine, membre du Parti de la justice et du développement (PJD).

## Biographie

### Études et carrière professionnelle
En 1992, elle obtient une licence de lettres à l'université Ibn Zohr d'Agadir, en 1999 un diplôme d'études supérieures à l'université Mohammed-V de Rabat et en 2010 un doctorat en histoire à l'université Hassan Ier d'Oujda.
Elle est professeur visiteur à la faculté des sciences juridiques, économiques et sociales de l'université Mohammed-V de Rabat ainsi qu'experte agréée auprès de plusieurs organisations arabes et régionales sur les questions de la femme, de la famille et du développement. Elle est l'auteur de plusieurs ouvrages sur ces sujets.

### Carrière politique
Membre du secrétariat Parti de la justice et du développement (PJD), elle est conseillère communale à Salé. Elle est également membre de plusieurs associations.
Élue députée à la Chambre des représentants (dont elle est secrétaire, membre du bureau de la chambre), elle est vice-présidente de la commission des affaires étrangères, de la défense nationale et des affaires islamiques entre 2009 et 2011 puis, à partir de 2012, membre de cette même commission ainsi que de celle  de l'enseignement, de la culture et de la communication.
Le 20 mai 2015, elle est nommée ministre déléguée auprès du ministre de l'Enseignement supérieur, de la Recherche scientifique et de la Formation des cadres dans le gouvernement Benkiran II. Le 5 avril 2017, elle est nommée secrétaire d'État chargée de l'Artisanat et de l'Économie sociale dans le gouvernement El Othmani.